# Convento dos Cardais

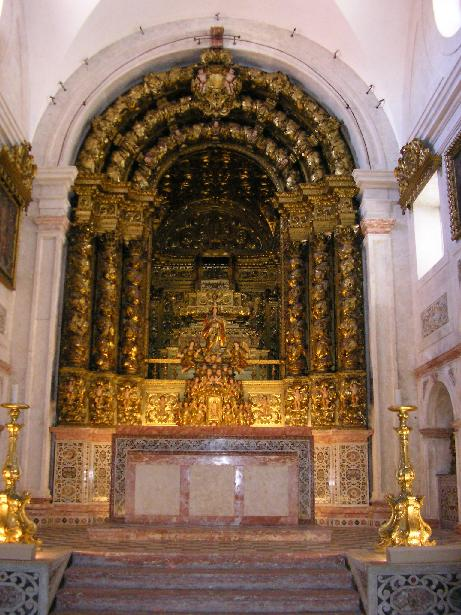
Altar

O Convento dos Cardaes é um convento localizado em Lisboa que foi fundado por dona Luísa de Távora (1609-1692) para alojar religiosas da Ordem das Carmelitas Descalças e para ela própria onde viveu e morreu.
O Convento dos Cardais é um dos raros edifícios históricos de Lisboa que sairam quase incólumes do grande terramoto de 1755 e um dos únicos conventos em Portugal que sempre se manteve activo para a mesma finalidade desde que foi criado no século XVII.
O Convento dos Cardais está classificado como Imóvel de Interesse Público desde 1943.

## Cronologia
- 1681, 8 de Dezembro - O convento abre (o quinto em Portugal) com a fundadora e quatro monjas vindas dos conventos de Santo Alberto, Carnide e Aveiro. Só em 1688 atingiria as 21 freiras que, segundo a regra de Santa Teresa, era o número ideal da comunidade.
- 1692 – D. Luísa morre e o convento ainda não está acabado. Por seu testamento, deveria ser o seu neto e herdeiro D. José de Meneses e Távora a continuar as obras, determinando o lugar do seu túmulo na capela. Nunca chegou a ser aí sepultado porque não terá cumprido a vontade de sua avó. De qualquer modo, as obras dão-se por terminadas com sua morte em 1703, mas o convento não deixa de continuar a erguer-se e a ser decorado. De salientar que a fundadora deixou rendimentos para sustento das religiosas em Almada, Sesimbra, Setúbal, Lisboa.
- 1755 – Lisboa é quase destruída pelo terramoto. Muitos conventos e igrejas ficam reduzidos a escombros, mas neste caso os danos não são muito avultados. Sabe-se que caiu o tecto da igreja e morreram duas mulheres (não freiras)
- 1834 – Logo após a Convenção de Évora-Monte (28 de Maio de 1834) que põe termo à guerra civil entre D. Pedro e D. Miguel, o príncipe vencedor assina pelo seu punho o decreto de extinção das ordens religiosas. Para o facto muito contribuiu o seu ministro da Justiça Joaquim António de Aguiar, por isso chamado o mata-frades.

As razões invocadas: 
- 1ª - para as ideias liberais os votos perpétuos dos religiosos são considerados um atentado à liberdade individual.
- 2ª - os conventos estavam dependentes das suas sedes no estrangeiro.
- 3ª - o país estava depauperado pelas lutas liberais, era fácil e rápido converter em dinheiro as riquezas que constava haver nos conventos.

Os conventos passavam para o Estado com todo o seu recheio. Alguns foram utilizados para hospitais (Capuchos, S. José, Sta. Marta etc) Assembleia dos Deputados (Palácio de S. Bento) em tribunais (Boa-Hora), quartéis e outros vendidos ao desbarato.
Este despacho aplicava-se de imediato aos conventos masculinos. Nos femininos as freiras podiam ficar até à morte da última freira. Para contornar a lei, que proibia o ingresso de noviças, eram admitidas pensionistas laicas chamadas “pupilas”.
- 1876 - nesta data morre a última freira no convento dos Cardaes, mas este não passa para a Fazenda Pública e a vida religiosa não é interrompida. É convento há 327 anos (2008).
- 1848 – um grupo de senhoras tinha fundado a “Associação de Nª. Sra. Consoladora dos Aflitos” que cuidava sobretudo da pobreza envergonhada e idosa, mas que desejava muito encontrar uma casa onde alojar mulheres cegas. Desde 1853 era presidente dessa Associação a 3ª Condessa de Rio Maior, que pertencia à velha nobreza da Corte, sogra da Viscondessa de Rio Maior aia da Raínha D. Maria Pia).

Pertencia também à direcção sua filha Teresa Saldanha a fundadora da Congregação das Irmãs Dominicanas de Santa Catarina de Sena em Portugal (1868).
- 1877 - A Associação pede ao Rei D. Luís I a cedência provisória do extinto Convento dos Cardaes para aí instalar um “Asilo de Cegas” . Já havia precedentes como o Convento de Marvila que passou a ser o “Asilo de D. Luís I” para idosos, mas, nos Cardaes, muito deve ter pesado a influência da Condessa de Rio Maior.
- 1878 – O rei concede provisoriamente o convento à Associação. O asilo abre as portas com 7 cegas que ficam ao cuidado das irmãs Dominicanas que já colaboravam anteriormente com a Associação, situação que se mantém até aos nossos dias. Hoje as internas são à volta de 40 e as religiosas 3 ou 4.(?)
- 1893 – D. Carlos concede em definitivo o convento, com todo o seu recheio à Associação, para o que muito contribuiu o empenho do deputado Tomás Ribeiro.
- 1910 – Portugal torna-se numa república. As freiras são presas apenas durante dois dias, porque as cegas choravam por elas e era incómodo...
- 1968 – novos estatutos da Associação transformam o asilo em escola e permitem admitir outras deficientes profundas.
- 1990 – abertura ao público de vários espaços do convento onde as visitas são guiadas por voluntárias. Também são utilizados para exposições temporárias, concertos e outros eventos culturais, vendas de Natal etc, cuja receita reverte a favor do restauro do convento.

## O estilo

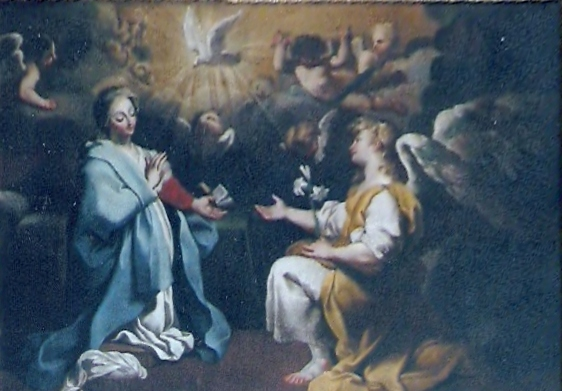
'Anunciação' de André Gonçalves

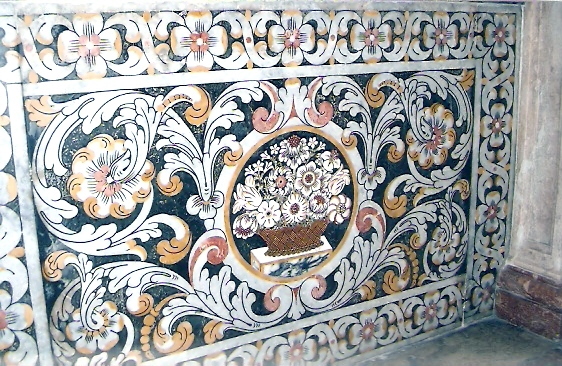
Embutidos de João Antunes

O convento foi construído em estilo barroco em voga nos secs.XVII e XVIII. Nascido em Itália, estendeu-se a vários países, incluindo Portugal. No entanto, aqui apresenta um aspecto diferente, sóbrio e austero no exterior mas profusamente decorado no interior, entre outros aspectos. Na fachada duas portas encimadas por nichos – com Nossa Senhora da Conceição e S. José, em mármore, com pináculos e volutas, trabalho atribuído a João Antunes (1643-1712), Arquitecto muito importante dos séculos XVII/XVIII.
Portaria – As paredes são forradas por silhar de azulejos da fase final do estilo joanino a transitar para o rococó (c. 1740) e é de salientar, também de expressão barroca tardia, o remate de azulejos recortados por cima da roda da clausura, com as armas da Carmelitas. O quadro da entrada é atribuído a José da Costa Negreiros (1714-1759) autor de obras para várias igrejas.
O estilo barroco, ao contrário dos estilos anteriores - Renascimento e Maneirismo – é um estilo todo luz, cor, movimento, teatral, a arte do esplendor. Tem a ver com a Contra-Reforma e as regras do Concílio de Trento (1545–1563) para as expressões artísticas. Estas deviam provocar emoção nas pessoas e consequente adesão à Fé - uma catequese ao vivo. Era preciso contrariar as heresias da Reforma protestante que proibia a representação de santos.

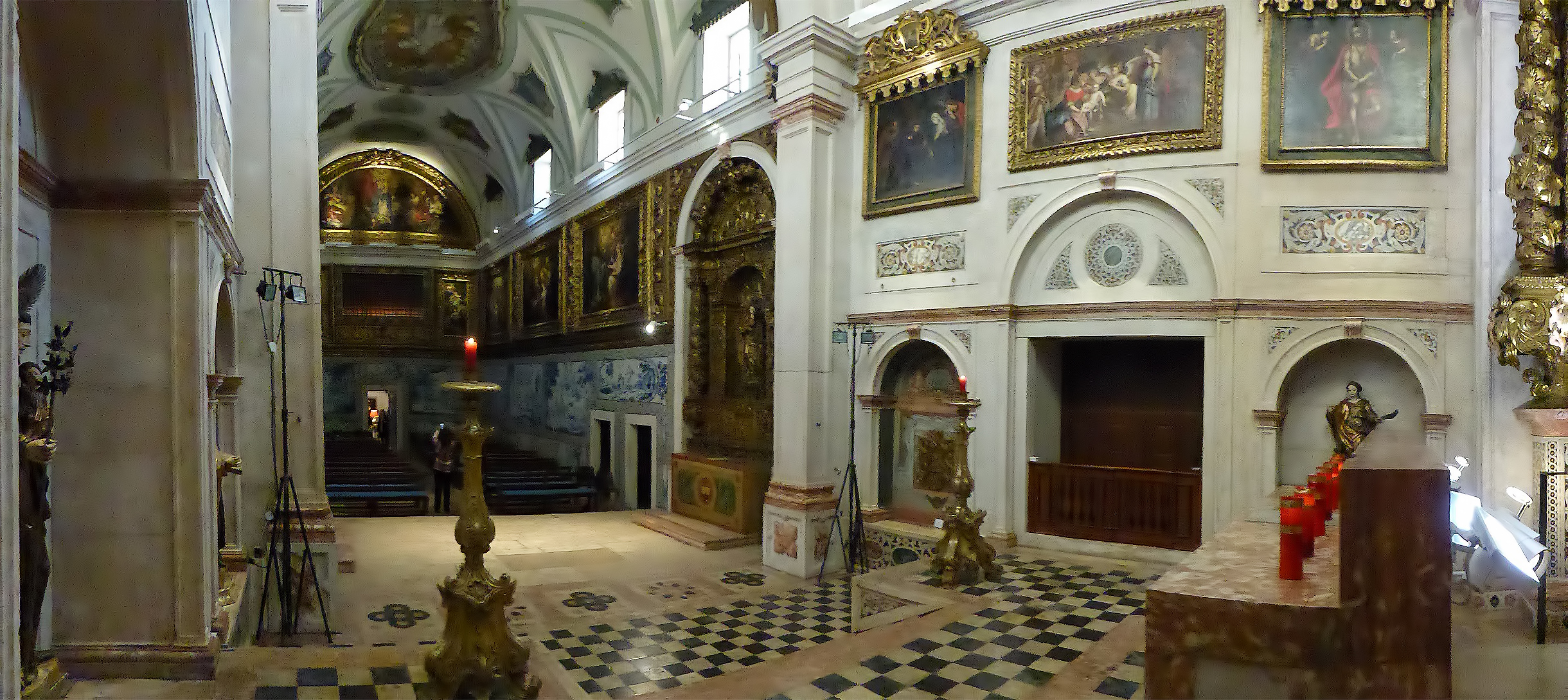
Interior da igreja

Igreja (IIP)- A igreja é de uma só nave, com altar-mor e dois laterais. Tecto de “berço - perfeito” em estuque, representa no centro a Padroeira rodeada por algumas das suas litanias.
Pinturas da igreja - obedecem às referidas regras, são todas baseadas em gravuras únicas aprovadas pela Santa Sé. Do lado direito as telas são atribuídas a António Pereira Ravasco (1665-1712) colocadas em 1703 . Este pintor assinou azulejos com o nome António Pereira, mas foi também pintor de telas como as que estão na igreja de S. Miguel de Alfama. Sabe-se que assinava sempre os seus contratos com o nome completo. Duas na esquerda e a meia-lua em cima da porta de entrada são de André Gonçalves (1692-1762). Pintor de inspiração italiana (embora nunca tivesse estado em Itália). Foram colocados em 1730. 

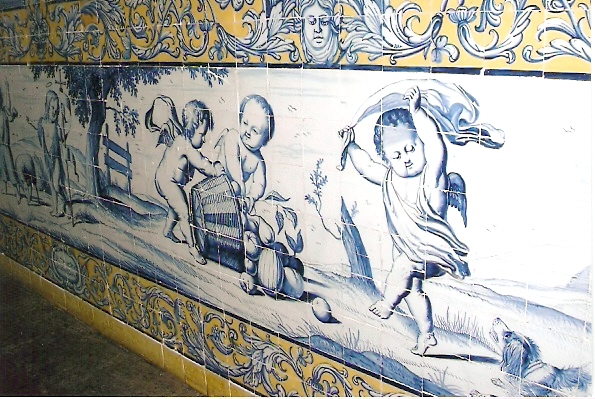
Azulejos Holandeses

Azulejos – Silhar alto com painéis historiados holandeses, em azul e branco, representando cenas da vida de Santa Teresa d'Ávila, baseados na sua autobiografia, da autoria de Jan van Oort, de Amsterdão cuja assinatura, única em Portugal, se pode ver numa cartela. Provavelmente, foram colocados em 1688.
Talha Dourada – a madeira na decoração das igrejas portuguesas tem a mesma importância que o mármore em Itália e a pedra em França. É um elemento característico português, emoldurando os quadros, o púlpito, altares, sanefas, etc. Eram as chamadas “igrejas forradas a ouro”. Robert Smith, o escritor americano que tanto estudou o barroco português, chamou à nossa talha dourada “Estilo Nacional”. De facto, foi um fenómeno único na Europa. A união entre a talha dourada e os azulejos em azul e branco assume carácter especificamente português. Este convento é um exemplo dessa original simbiose, como a Igreja da Madre de Deus e a de Marvila.
Embutidos – (1693?) ou “mosaico florentino” em mármore, de inspiração italiana, aqui feito com a “brecha” da Arrábida, também chamados “embrechados”. São atribuídos a João Antunes que, antes de ser Arquitecto, começou por ser “Mestre de Pedraria”, com uma vasta obra (ex. “túmulo de Santa Joana em Aveiro”).
Altar-Mor – de “estilo nacional”, estaria entalhado em 1693 mas só dourado em 1715/1725. Belíssimo sacrário de forma irregular recoberto de anjinhos e estofados. Três colunas com o fuste em espiral – pseudo-salomónicas – decoradas com folhas de acanto formando “volutas”, uvas (vinho=sangue de Cristo), a Fénix, ave mitológica que se consumia a si própria para depois renascer das cinzas, usada pelos cristãos para simbolizar a Ressurreição de Jesus e os anjinhos a fazerem a colheita eucarística e a dar glória a Deus. Trata-se de obra atribuída ao entalhador José Rodrigues Ramalho (1660 – 1721) que muito colaborou com João Antunes. As colunas são rematadas por arcos concêntricos talvez inspirados nas igrejas românicas. O trono em pirâmide é também típico português. Quadros seiscentistas que vieram para aqui depois do terramoto. Belíssimas imagens de N. Srª da conceição, S. José e Santa Teresa. As imagens são em madeira “estofada” como a maioria das outras no convento. De salientar o belíssimo postigo decorado a “trompe l'oeil” e “chinoiserie".

## Convento

### Sacristia
Azulejos portugueses tipo “albarrada” com imitação de nichos com S. Joaquim, Sta. Ana, Sta. Teresa e S. João da Cruz. Arcaz em vinhático e “Urna do SS.mo Sacramento” destinada a guardar as hóstias consagradas na 5ª Feira Santa.

### Coro-baixo
Silhar de albarradas portuguesas do século XVIII uma das obras mais belas do convento. Estes azulejos poderão datar-se de 1730 assim como o altar relicário contendo o corpo de São Peregrino, que nesse ano foi trazido de Itália. E já em estilo tardo-barroco. No cimo um pequeno quadro atribuído a Bento Coelho da Silveira (1620-1708). No meio da sala o túmulo da fundadora, em pedra de liós, com o escudo intacto da família Távora.

### Claustro grande
Azulejos tipo “Tapete” ou “padrão” podendo ver-se quatro de figura avulsa legendados: “aqui debaxo vai o cano das pias”. Foram postos em 1856 quando houve obras nos “covões” e se colocou o cano da cozinha para a então Rua Formosa. Um frontal de altar e uma cruz em azulejo vindos de outro lugar, enriquecem a decoração azulejar deste claustro.

### Oratório
Alberga uma pintura sobre a “Assunção de Nossa Senhora” da autoria de Bento Coelho da Silveira, pintor régio, considerado o 1º pintor barroco português. Pintura em “grotesco” na parte interna das portas, muito usada no período barroco.

### Refeitório
Mesas em madeira de “vinhático”. Decorado com “albarradas” simples e pinturas seiscentistas, isto é, anteriores à construção do convento.

### Escadaria conventual
Dois oratórios em talha joanina com elementos regência – colunas salomónicas e palmetas - contendo as imagens “estofadas” de Nª. Sª. do Loreto e do Menino Jesus Infante (a data que figura na atribuição das indulgências deverá ser aquela em que os oratórios foram acabados – 1754). Ambos tem em baixo falsos frontais de altar em azulejo, um do barroco tardio e o outro já “rococó”. Paredes em pintura de “escaiola”.

### Corredor
Oratório fechado ainda seiscentista com uma pintura da “Virgem com o Menino” rodeada dos sete arcanjos. Pequena capela cujo altar comporta um quadro de S. José com o Menino e nas paredes belos registos- relicários das carmelitas.

### Ante-Coro
Painel em azulejo figurado representando a “Imaculada Conceição” vindo de outro local do convento e posto aqui depois do terramoto, já com cercadura esponjada. Em baixo, azulejos tipo “tapete” de camélia em azul e branco.

### Coro-Alto
Paineis de azulejo historiados de um barroco tardio com episódios da vida de Santa Teresa, neste caso de artista português desconhecido.
Um quadro representando um “Calvário” e outro a “Assunção de Na. Senhora”, atribuídos a André Gonçalves. O altar em talha joanina, apresenta no centro uma pintura seiscentista vinda de outro lugar (1640-1650). Lindas portas a fechar a grade conventual decoradas a “chinoiserie”, pintura em dourado que, aliás, está espalhada por todo o convento.

### Sala do Capítulo
Foi a última sala a ser remodelada após o terramoto. Os azulejos já são “pombalinos” e por baixo das janelas, que foram abertas nessa altura, podemos ver uma imitação em “trompe l´oeil”.
O altar dentro de um armário, estilo rococó tardio. Na parte interna das portas, pinturas representando a Fé, Esperança, Caridade e Perseverança. A imagem de “Nossa Senhora da Boa-Morte” dentro de uma maquineta. Dois nichos estucados em estilo pombalino albergando duas santas em terracota, que são mais antigas.
Altar - Relicário em talha neoclássica datável de 1800.

### Sala Mariana
Nesta sala, que era uma antiga sacristia de apoio, vemos: A tela grande que antes tapava a boca do altar da autoria de uma parceria de Vieira Lusitano e André Gonçalves. Os outros quadros são seiscentistas de autores desconhecidos. Lindas maquinetas acharoadas com um presépio, a Sagrada Família e dois Meninos Jesus. Vitrine com várias imagens da Virgem.

### Sala da Paixão
Em magnífica exposição, várias pinturas em madeira cujo motivo é a Paixão de Cristo. Crucifixos e outras peças, tudo de grande valor artístico.